# Rosina Bulwer Lytton
Rosina Bulwer Lytton født Wheeler (4. november 1802 – 12. marts 1882) fik udgivet 14 romaner, en novellesamling og en brevsamling. Hun var gift med forfatteren og politikeren Edward George Bulwer-Lytton.

## Giftermål
Hun blev gift med ham den 29. august 1827. Hans forfatterskab og hans politiske ambitioner sled hårdt på ægteskabet, og de blev separeret i 1836. Tre år senere udgav hun romanen Cheveley, or the Man of Honour, hvori hun karikerede Edward Bulwer-Lytton.
I juni 1858 modsagde hun ham offentligt, mens han var kandidat i Hertfordshire til parlamentet. Hun blev derfor indlagt som sindssyg, men blev sat på fri fod  nogle uger efter. Det er beskrevet i hendes bog A Blighted Life. Hun fortsatte sine angreb på sin mands karakter.

## Børn
De fik to børn:
- Lady Emily Elizabeth Bulwer-Lytton (17. juni 1828 – 29. april 1848).
- (Edward) Robert Lytton Bulwer-Lytton (8. november 1831 – 24. november 1891). Vicekonge af Britisk Indien fra 1876 til 1880.